# دقام
دقام (الاسم العلمي Laniarius) جنس طير من فصيلة الصرديات. أنواعه المعروفة نحو 40 موطنها يمتد من شرق أفريقيا إلى شمال وجنوب أفريقيا. تألف الغابات وضفاف مجاري الماء والأدغال. ملجنها الحياتي جماعي. جماعاتها متفاوتة العدد الذي يرواح من أربعة أزواج إلى مئة زوج وأكثر. اجسامها ربعة صغيرة القد تطول من 10 إلى 14 سم. اللوانها متداخلة زاهرة. تتميز بقصر اجنحتها وباستطالة اذنابها المستديرة الأطراف. قوتها الحشرات والأساريع والديدان وبعض البزور البرية.

## الأنواع
من أنواعه:
دقام قرمزي